# John Gainsford
John Gainsford (ur. 4 sierpnia 1938 w Germiston, zm. 18 listopada 2015) – południowoafrykański rugbysta grający na pozycji środkowego ataku, triumfator Currie Cup, reprezentant kraju, następnie trener i działacz. Uważany za jednego z najlepszych środkowych ataku tamtego okresu, przez ponad trzydzieści lat rekordzista pod względem występów w testmeczach w barwach Springboks.
Urodził się w rodzinie Johna i Enid Gainsford, jego matka była spokrewniona z Wallabies Ronaldem Biilmannem i Cyrilem Burke. Uczęszczał do Lansdowne High School, gdzie był przewodniczącym, uprawiał lekkoatletykę, krykieta i występował w szkolnej drużynie rugby, początkowo jako młynarz, następnie łącznik młyna, a ostatecznie jako środkowy ataku.
W wieku siedemnastu lat zadebiutował w pierwszej drużynie lokalnego klubu Villager RFC, a dwa lata później, w 1958 roku, rozegrał pierwszy mecz dla regionalnego zespołu Western Province. Pozostał z nim związany do 1967 roku, prócz lat 1962–1963, gdzie z uwagi na obowiązki zawodowe znalazł się na obszarze South Western Districts. Dla Western Province rozegrał łącznie 46 spotkań, jako kapitan doprowadzając zespół do triumfu w Currie Cup.
W 1959 roku został powołany do drużyny Junior Springboks, która udawała się na wyprawę do Argentyny, zaś rok później zadebiutował w seniorskiej reprezentacji. Wystąpił łącznie w 71 meczach w barwach Springboks, w tym w 33 testmeczach. W ciągu siedmioletniej kariery opuścił zaledwie jeden testmecz, pobił dotychczasowy rekord Johana Claassena w liczbie występów w kadrze i ustanowił nowy, poprawiony dopiero przez Japie Muldera w roku 2001. Uważany był za jednego z najlepszych środkowych ataku tamtego okresu, był silny i mocno zbudowany, a jego grę cechowała dobra praca nóg, znakomite przyśpieszenie oraz solidna obrona. Jego dwa przyłożenia podczas tournée British Lions 1962 przyczyniły się do zwycięstwa w serii spotkań z gośćmi z Wysp Brytyjskich.
Pozostał związany ze sportem jako trener i działacz zarówno Villager RFC, jak i Western Province.
Poślubiona w 1964 roku żona Shona, czwórka dzieci – Murray, Lindsay, Kirk i Shona Leigh. Zmarł w wieku 77 lat po długiej walce z rakiem.